# Evangelisti (Foppa)
Gli Evangelisti sono un ciclo dipinto ad affresco di Vincenzo Foppa, databile al 1492 circa e collocato nella chiesa di Santa Maria del Carmine a Brescia, sulla volta della cappella Averoldi.

## Storia
La cappella viene costruita attorno alla metà del XV secolo, nell'ambito della fabbrica della nuova chiesa, assieme alle altre poste in sequenza sulla stessa navata. La presa di possesso da parte della potente famiglia bresciana Averoldi, comunque, è documentato solo a partire dal 1477 sulla base di un importante documento conservato nell'archivio della famiglia, nel quale sono registrati tutti i pagamenti, con relative date, per i vari lavori intrapresi nella cappella dal marzo al novembre di quell'anno. In particolare, vengono menzionati i pagamenti a Vincenzo Foppa, nel documento "maestro Vincenzo depentor", per l'acquisto dei pigmenti necessari all'esecuzione degli affreschi nella volta a crociera. I pagamenti dei pigmenti, nello specifico, sono registrati dal 21 agosto al 31 ottobre, mentre all'8 novembre, ultima nota del documento, è già riportato il pagamento al pittore di due fiorini d'oro.
Documenti successivi, comunque, attestano il completamento dell'opera solo nel 1510 in collaborazione con Paolo da Caylina il Giovane, rendendo parte degli affreschi eseguiti nella fase di estrema maturità del pittore.

## Descrizione e stile
Su uno sfondo dipinto in blu oltremare, trovano posto i quattro Evangelisti dipinti entro mandorle di nubi con testine d'angeli ai piedi, dipinti al centro delle unghie della volta. Negli otto peducci sono invece dipinti i relativi simboli (toro, leone, angelo, aquila) e quattro Padri della chiesa (Agostino, Ambrogio, Girolamo e Gregorio Magno), tutti incorniciati da nicchie architettoniche con festoni vegetali sorrette da piedistalli recanti putti a monocromo.
L'affresco non è mai stato descritto nel dettaglio dalle guide storiche di Brescia, quando certamente era in condizioni di leggibilità migliori, ma l'assegnazione al Foppa, anche prima che fossero reperiti i documenti citati, non ha mai trovato obiezione nella critica d'arte ottocentesca e dei primi del Novecento. Antonio Morassi, nel 1939, osserva già che la potenza del modellato, la precisione del disegno e la monumentalità della composizione ne permettono senza alcun dubbio l'attribuzione.
Come in altre opere del maestro, anche qui si legge la ricerca di naturalizzare le regole rinascimentali in una sintassi più sciolta e non strettamente architettonica in una lingua più corsiva e spedita, ma non per questo meno monumentale e potente.
Nella stessa cappella è conservato, come pala d'altare, un affresco riportato su tela con il Cristo crocifisso attribuito allo stesso autore, ma probabilmente non pertinente alla decorazione originale dell'ambiente.